# Mahad
Mahad (auch Mahat, arabisch مهد) ist ein jesidisches Dorf im Norden des Iraks. Das Dorf liegt 9 km südöstlich von Ain Sifni (Shekhan) im Distrikt Scheichan im Gouvernement Ninawa. Der Ort befindet sich in der Ninive-Ebene und gehört zu den umstrittenen Gebieten des Nordiraks.

## Bevölkerung
Zu der Bevölkerung Mahads zählen hauptsächlich Jesiden.

## Geschichte
Das Dorf wurde vermutlich zwischen 1975 und 1988 gegründet. Zu dieser Zeit fanden systematische Vertreibungen und Zwangsumsiedlungen in irakischen Städten und Dörfern statt wie zum Beispiel in Ain Sifni (Shekhan). Dort hat die irakische Regierung jesidische Familien nach Mahad deportiert. Im Gegenzug wurden Kurden und Araber in Ain Sifni (Shekhan) angesiedelt.